# ألين براون
ألين براون (بالإنجليزية: Timothy Brown)‏ هو لاعب كرة قدم أمريكية وممثل أمريكي، ولد في 24 مايو 1937 بريتشموند في الولايات المتحدة.

## أعمال

### أفلام
- (1975) ناشفيل
- (2000) تردد[7][8]

## وصلات خارجية
- ألين براون على موقع مرجع كرة القدم المحترفة.كوم (الإنجليزية)
- ألين براون على موقع IMDb (الإنجليزية)
- ألين براون على موقع ألو سيني (الفرنسية)
- ألين براون على موقع أول موفي (الإنجليزية)
- ألين براون على موقع قاعدة بيانات الأفلام السويدية (السويدية)
- ألين براون على موقع قاعدة بيانات الفيلم (الإنجليزية)
- ألين براون على موقع كينوبويسك (الروسية)